# Valence, Drôme
Valence este un oraș în Franța, prefectura departamentului Drôme în regiunea Ron-Alpi.

## Personalități născute aici
- Émile Augier (1820 - 1889), scriitor;
- Philippe Vigier (n. 1958), om politic.